# Bassus agilis
Bassus agilis är en stekelart som först beskrevs av Cresson 1873.  Bassus agilis ingår i släktet Bassus och familjen bracksteklar. Inga underarter finns listade.